# Andresito

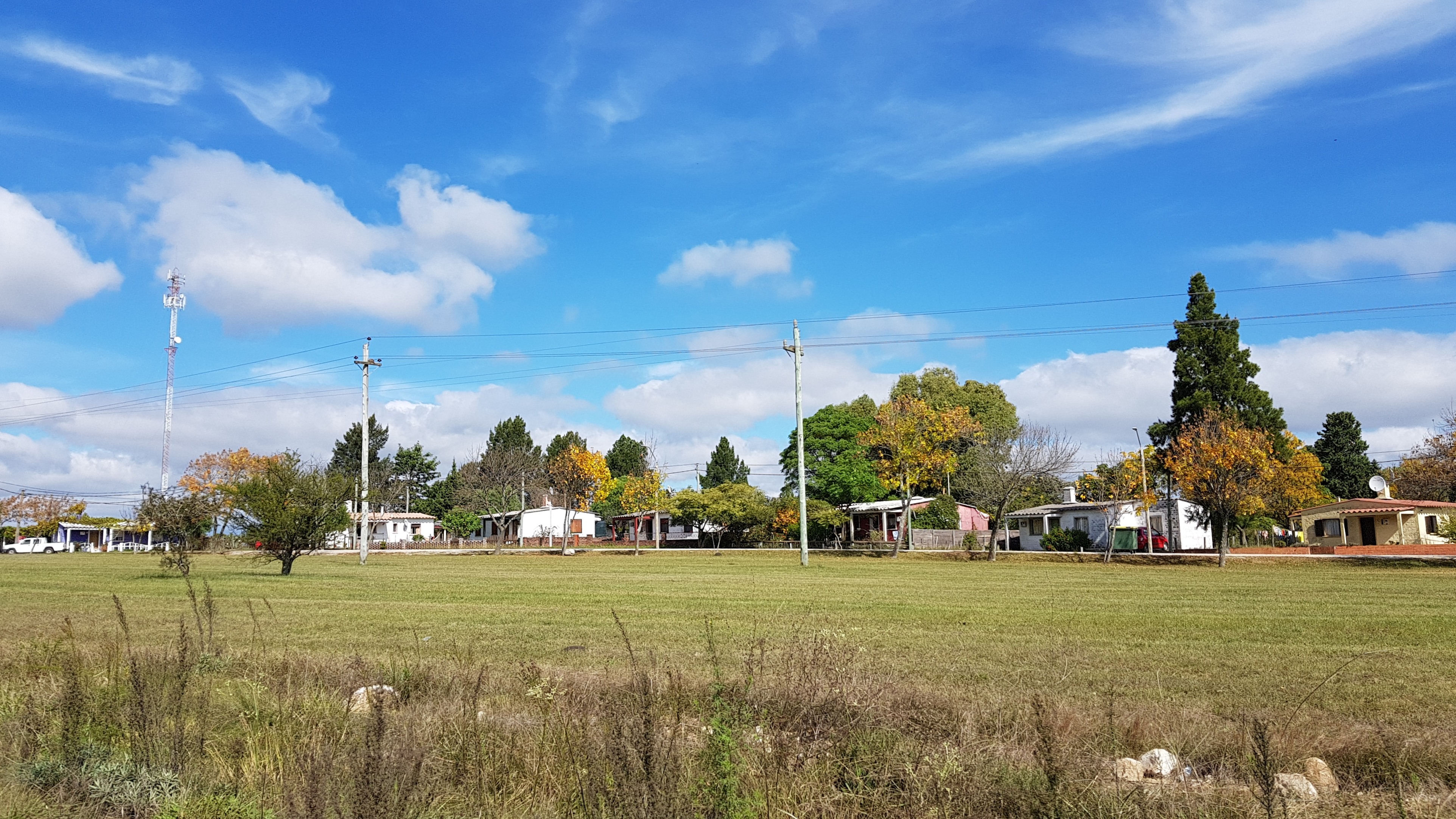
Andresito (2019)

Andresito ist eine Ortschaft in Uruguay.

## Geographie
Sie befindet sich auf dem Gebiet des Departamento Flores in dessen Sektor 3. Andresito liegt südlich der Mündungen des Arroyo Grande und des Río Yí in den Río Negro. Diese drei Flüsse bilden wenige Kilometer entfernt die Grenzen zu den Nachbardepartamentos Soriano, Durazno und Río Negro. In nordwestlicher Richtung liegt in einigen Kilometern Entfernung Palmar. Im Osten ist Feliciano die nächstgelegene größere Ansiedlung. Rund vier Kilometer südlich von Andresito entspringt der Arroyo Sauce.

## Geschichte
Der Ort wurde eigentlich bereits 1939 am Ufer des Arroyo Grande gegründet. An der heutigen Stelle befindet er sich jedoch erst, seit er infolge des Baus des Wasserkraftwerks Represa de Palmar umgebettet und das vormalige Ortsgebiet geflutet wurde.

## Infrastruktur

### Bildung
In Andresito befindet sich mit der Escuela No. 7 "Aurora Lima Ipar" eine Schule.

### Kultur
In Andresito findet seit Anfang der 1990er Jahre regelmäßig das von der Intendencia Municipal von Flores veranstaltete Festival Andresito le canta al país statt. 2012 wurde die Veranstaltung mit rund 40.000 Besuchern in ihrer 21. Auflage ausgerichtet.

### Verkehr
Durch Andresito führt die Ruta 3.

## Einwohner
Andresito hatte bei der Volkszählung im Jahre 2011 261 Einwohner, davon 134 männliche und 127 weibliche.
| Jahr | Einwohner |
| ---- | --------- |
| 1963 | 135       |
| 1975 | 125       |
| 1985 | 176       |
| 1996 | 140       |
| 2004 | 271       |
| 2011 | 261       |

Quelle: Instituto Nacional de Estadística de Uruguay